# Dolina Poa
Dolina Poa (talijanski Val Padana) je naziv za nizinsko područje koje se prostire na najvećem dijelu Sjeverne Italije. Prostire se na oko 600 km dužine u smjeru zapad-istok od zapadnog dijela Alpa pa sve do Jadranskog mora. Ime je dobila po rijeci Po, iako njeno područje uključuje i pokrajinu Veneto i regiju Furlaniju čije se rijeke - Adige, Brenta, Piave i Tilment ulijevaju u Jadran, isto kao i područja sliva rijeka Savio, Lamone i Rento južno od rijeke Po.
Uz dolinu Poa se danas vezuje suvremeni politički koncept Padanije.